# Alfer
Alfer fou una marca catalana de motocicletes d'enduro i motocròs, fabricades artesanalment a Sant Cugat del Vallès entre 1982 i 2011 pels seus creadors, Francesc Almirall i Ramon Fernández. D'ençà de mitjan dècada del 2000, l'empresa hagué de subsistir tot realitzant petites sèries sota comanda per a diversos mercats estrangers, fins que tancà definitivament. La marca retornà el 2012, un any després del tancament de l'empresa, quan la societat Motorepublic la recuperà i reprengué l'activitat, aquesta vegada dedicada a la fabricació de motocicletes elèctriques.

## Història

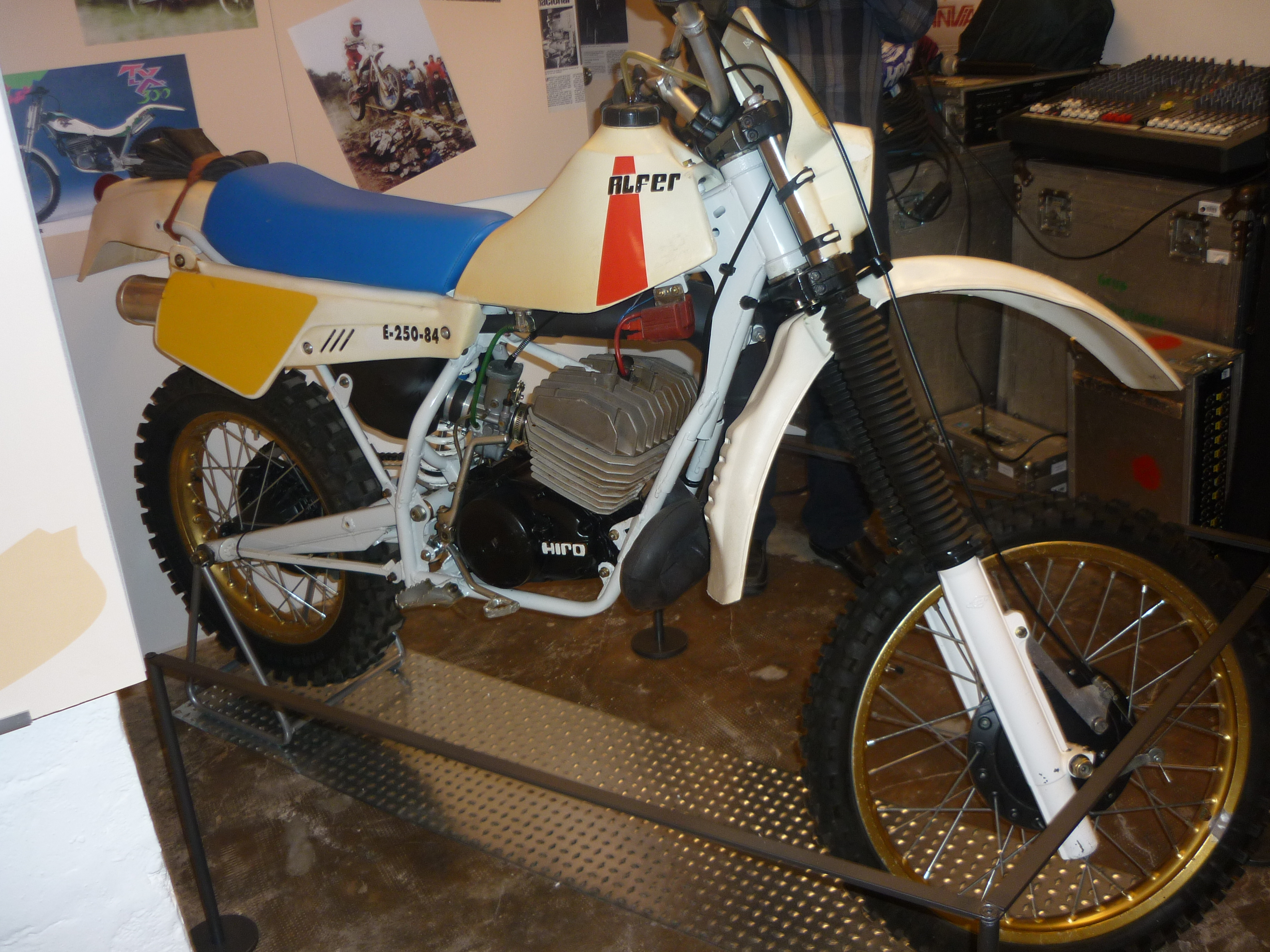
Alfer E-250-84 250cc (1984)

Les Alfer són motocicletes d'altes prestacions que al llarg de la seva història han assolit importants èxits en competició, sobretot al Campionat d'Espanya d'enduro durant els anys 80, aconseguint-hi el títol de 125 cc el 1986 amb Jordi Girona i el de 80 cc el 1989 amb Pedro Pérez.
L'empresa va fer també una petita incursió dins el sector del trial durant els anys 1990 i 1991, tot llançant al mercat el model TX 300 creat per Albert Juvanteny (antic cofundador de JP) i propulsat per un motor Villa refrigerat per aire. Una posterior evolució d'aquest model fou el TX 301, presentat al Saló de Barcelona de 1993. Duia un motor Rotax 250 de vàlvula rotativa de refrigeració líquida i un xassís de tipus perimetral en acer, tot i que mai no va arribar a la sèrie.